# Hindhead
Hindhead – wieś w Anglii, w hrabstwie Surrey, w dystrykcie Waverley. Leży 61 km na południowy zachód od centrum Londynu. Miejscowość liczy 4685 mieszkańców.